# Cafè del Congo
El cafè del Congo o cafè robusta (Coffea canephora) és una espècie de planta amb flors del gènere Coffea dins la família de les rubiàcies (Rubiaceae). És una planta nativa de les zones tropicals d'Àfrica.

## Descripció
Són arbrets o arbusts d'entre 4 i metres d'altura. Les fulles són d'el·líptiques a oblongues o d'ovades a oblongues, glabres, habitualment amb una llargària d'entre 15 i 30 cm i una amplada entre 6 i 12 cm. Les flors tenen una corol·la en forma d'embut, amb un tub d'entre 5 i 16 mm i de 4 a 8 lòbuls. Les flors s'agrupen en inflorescències axil·lars cimoses de 3 a 6 flors. El fruit és una drupa subglobosa d'entre 10 i 12 mm de diàmetre.

## Taxonomia
Aquesta espècie va ser publicada per primer cop l'any 1897 al revista Notizblatt des Königlichen Botanischen Gartens und Museums zu Berlin pel botànic alemany Albrecht Froehner (1840–1907). Tanmateix el tàxon havia estat prèviament identificat i anomenat pel botànic francès Jean Baptiste Louis Pierre (1833-1905), que rebé a París un espècimen recollit al Gabon l'any 1895 per un capellà anomenat Théophile Klaine, però no va ser publicat. L'any 1897 el va publicar Froehner validant-lo.

### Sinònims
Els següents noms científics són sinònims heterotípics de Coffea canephora:
- Coffea arabica var. stuhlmannii A.Froehner
- Coffea bukobensis Zimm.
- Coffea canephora var. crassifolia Laurent ex De Wild.
- Coffea canephora var. gossweileri A.Chev.
- Coffea canephora var. hiernii Pierre ex De Wild.
- Coffea canephora var. hinaultii Pierre ex De Wild.
- Coffea canephora var. kouilouensis De Wild.
- Coffea canephora var. laurentii (De Wild.) A.Chev.
- Coffea canephora var. maclaudii (A.Chev.) A.Chev.
- Coffea canephora var. muniensis Pierre ex De Wild.
- Coffea canephora var. nganda Haarer
- Coffea canephora var. oka A.Chev.
- Coffea canephora var. oligoneura Pierre ex De Wild.
- Coffea canephora var. opaca Pierre ex De Wild.
- Coffea canephora subvar. robusta (L.Linden) A.Chev.
- Coffea canephora subvar. sankuruensis De Wild.
- Coffea canephora var. sankuruensis (De Wild.) De Wild.
- Coffea canephora var. stuhlmannii (A.Froehner) A.Chev.
- Coffea canephora var. trillesii De Wild.
- Coffea canephora var. ugandae (Cramer) A.Chev.
- Coffea canephora var. welwitschii (Pierre ex De Wild.) A.Chev.
- Coffea canephora var. wildemanii Pierre ex De Wild.
- Coffea laurentii De Wild.
- Coffea maclaudii A.Chev.
- Coffea quillon Wester
- Coffea robusta L.Linden
- Coffea ugandae Cramer
- Coffea welwitschii Pierre ex De Wild.

## Conreu
Leds varietats cultivars de cafè del Congo o cafè robusta són fàcils de conrear i tenen més rendiment de collita que les de l'altra espècie principal de cafè, Coffea arabica i, per tant, és més barat de produir. Com que les llavors d'arabica es consideren superiors robusta es limita a omplir mescles de baix grau. Sovint s'inclou en mescles de cafè instantani i espresso per formar la crema de cafè. Robusta té aproximadament el doble de cafeïna que arabica. Es cultiva majoritàriament al Vietnam, on els francesos l'introduïren al final del segle xix, també es conrea al Brasil i a l'Àfrica. Aproximadament el 20% del cafè que es produeix al món és robusta.
La planta té un sistema radicular superficial i creix com un arbre robust o un arbust d'uns 10 metres d'alt. Floreix irregularment i les baies triguen de 10 a 11 mesos en madurar, produeix llavors ovals. El seu contingut de cafeïna és del 2,7% en canvi arabica en té un 1,5%. Com que és menys susceptible a les plagues i malalties, robusta necessita menys herbicides i plaguicides que no pas arabica.
Es va originar en els boscos de l'Altiplà d'Etiòpia, Coffea canephora també creix espontàniament a Àfrica central i occidental. No es va reconèixer com una espècie dins el gènere Coffea fins al segle xix, uns cent anys després de Coffea arabica.
Una vegada torrades les llavors, robusta tendeix a donar un gust de terra distintiu, normalment més amargant que no pas arabica. Aquest gust poderós pot ser desitjable en mescles per donar força i acabament, especialment en la cultura del cafè a la italiana. A França les mescles amb al voltant d'un 70% de robusta i el 30% d'arabica es venen sota el nom de "cafè tradicional".